# Берски революционен комитет
Берският революционен комитет (на гръцки: Εθνικό Κομιτάτο Βέρροιας) е подразделение на организацията на Гръцката въоръжена пропаганда в Македония, съществувало в южномакедонския град Бер (Верия) от 1903 година до 1912 година.

## История
Бер заедно със съседния гъркомански Негуш са изключително важни за гръцката пропаганда, тъй като са последните големи гръцки селища на север преди българските села във Воденско, Ениджевардарско и Солунско, където гръцките чети се опитват да установят доминация. Комитетът е основан за кратко време в самото начало на въоръжената пропаганда в 1903 година, като пръв председател му е видният гражданин на Бер Анастасиос Сьорманолакис. Щабът на комитета се установява в имението на Сьорманолакис в Микрогуш.
Първото събрание на комитета е проведено в къщата на Емануил Христодулу, на което присъстват Сьорманолакис и търговците на К. Малутас, Меркуриос Каракостис, Емануил Христодулу, А. Пападимос и П. Христодулу, лекарите Димитриос Тусас и Емануил Велцидис, преподавателят Х. Йоанидис, учителите Аргирис Цикерданос и Емануил Захос и шивачът Емануил Фондукас. Касиер става А. Антониадис, а архимандрит Амвросий благославя членовете на комитета. Основна задача на комитета е да подпомага борбата на гръцките чети в района на Ениджевардарското езеро. Първата гръцка чета е посрещната при Затфоро от учителите Константинос и Стефанос Вафидис. Константинос Вафидис впоследствие е назначен от гръцкото консулство в Солун за отговоращ за гръцките чети в Мъглен. Стефанос Вафидис продължава да посреща четите в Микрогуш и да им помага да стигнат до Негуш.
Заместник-председател на комитета е Цикерданос, който поддържа постоянна комуникация с андартските капитани, като дава заповеди и инструкции. Константинос Репос е секретар и помощник на председателя.